# Cartas a gente menuda
Cartas a gente menuda es una obra en prosa del escritor uruguayo - argentino Constancio C. Vigil (Rocha, Uruguay; 4 de septiembre de 1876 - Buenos Aires; 24 de septiembre de 1954) publicado originalmente en 1927 en Argentina por la Editorial Atlántida. A diferencia de un cuento de fábula, género literario en el que Vigil basó gran parte de sus obras, o de una novela, el libro se compone de diferentes cartas dirigidas a hipotéticos jóvenes lectores donde el autor plasma su ideología ética y moral a modo de lección. En la obra destaca la intención del autor por atribuirse un papel formativo dentro de la sociedad, basado en sus creencias católicas, las cuales refleja una y otra vez con parábolas, consejos y enseñanzas. La primera edición contó con una tirada de 20.000 ejemplares, cifra considerada notablemente alta si se toma en cuenta que las lecturas dedicadas al público infantil en esa época eran algo limitadas y que el libro no sería usado para un fin pedagógico. Los datos de la 5° edición de 1947, indican que para esa fecha ya se habían distribuido unos 70.000 ejemplares del libro.

## Composición
La obra original de 1927 se componía de 35 cartas dirigidas a distintos lectores. En todas ellas se pretendía aleccionar o instruir de alguna manera al lector ante algún hecho de la vida. Tanto las cartas como los nombres de a quienes van dirigidas, cambiaron a lo largo de las diferentes ediciones manteniéndose solo algunas de las mismas aunque el concepto y la intencionalidad ética de la obra en general se mantuvo. El autor no siempre se dirige al lector bajo un nombre de pila real sino que también usa apodos como "Fulano, Pituco o Lito" en algunas ocasiones. En las ediciones posteriores Vigil plasma a modo de prólogo: 
“Estas cartas, mis queridos amiguitos, son para todos aquellos que quieran recibirlas en su corazón.  Mi esperanza y  mi anhelo es que cada uno de vosotros las considere como propias. Humildemente pido,  al escribirlas,  al Todopoderoso Señor del cielo y de la tierra que me inspire y  me guíe para llegar hasta vosotros.  El sabe cuánto os amo y cuánto sufro al no poder hacer más por los que recién llegan a la vida y sufren la confusión de los caminos y la duda de cuál han de elegir.  Yo sé  que vosotros queréis ser buenos y  que lo único necesario es llevaros hasta el camino del bien, que es el mismo de la felicidad y el mismo que va hacia Dios. Si el amor hace milagros, confío en que mis palabras os ayudarán para que se cumpla el santo anhelo que os dio vida, y para que descienda y brille en vuestra alma esa estrella magnífica que os transmite presagios venturosos desde el horizonte de vuestro porvenir.”

### Análisis
En esta obra Vigil parece arrogarse cierto rol de conductor de voluntades, mostrando a través de las diferentes cartas lo que él considera el camino hacia el bien.  Repetidamente el autor recurre al concepto de la familia, la escuela y la religión católica, el hábito de levantarse temprano y el respeto por los padres, como un camino ejemplar de conducta. Por otra parte no escatima esfuerzos en demostrar con aleccionadores ejemplos que la ignorancia es castigada de alguna manera o que quien la padece sufre directamente sus consecuencias. En la carta "Por no saber leer", el protagonista se pierde de obtener una bicicleta por ignorar un aviso que ve en la vía pública ofreciéndola, dejando en claro que quien no maneja este saber queda privado de mayores y mejores beneficios. En la carta dirigida a "Fulano", lo cual pone de manifiesto que el lector puede ser cualquiera, Vigil cuenta acerca de Eustaquio, un niño que "no quería ir a la escuela, y como no iba a  la escuela no aprendía nada,  y como no aprendía nada era muy ignorante, y como era muy ignorante no sabía ni siguiera sonarse la nariz, y como no sabía sonarse la nariz, soplaba por ella como si fuera una corneta” hábito que al final termina produciéndole una sordera. Una vez más aquí la ignorancia es castigada, en este caso con una consecuencia física, mientras que la escuela aparece de manera permanente como una entidad redentora.

### Ilustradores
La edición de 1927 contó con la cubierta en colores ilustrada por Batista, mientras que el resto de las ilustraciones del interior del libro eran en blanco y negro realizadas por los dibujantes Gustavo Goldschmidt, que luego colaboraría como fondista en la película de animación "Upa en apuros" y Manuel Ugarte. En el caso de Ugarte, él colaboraría conjuntamente dentro de la recista Billiken cuyo director era el propio Vigil. A partir de las ediciones de la década de los 40s Federico Ribas, un artista plástico homnipresente en las obras de Vigil, se encargó de las ilustraciones de tapa e interiores realizadas todas en colores.

#### Edición en formato minilibro
Al igual que sucedió con algunas de las fábulas del autor, una de las cartas del libro titulada "El muñeco del frac rojo" fue editado en formato mini libro o como cuento individual por Editorial Atlántida, teniendo alcance en España e ilustrada por Federico Ribas y Alfredo Pollio en sus distintas ediciones.